# ペロン・トンボン
ペロン・トンボン（peron=上着/tonbon=下穿き）は、アフガニスタンの男性の衣装上下をまとめた呼び名。ペロネトンボンとも言う。
色は白が多いが、ベージュや茶色、オリーブ色、くすんだブルーグレイなどの色無地も着られる。
砂漠地帯の男性の着る民族衣装とは、アラブ諸国のタウブやエジプトのガラビアのようなワンピース型のものと、このアフガニスタンのペロン・トンボンやパキスタンのシャルワール・カミーズのような上下を共布で作るゆったりしたシャツとズボンのツーピースの二つに分かれる。
どちらも、余分な装飾が殆どない直線断ちのゆったりした衣装である。

## 着装
上着であるペロンと下穿きのトンボンは必ず共布で作る。
ペロンはゆったりと直線断ちで仕立てられており、袖口の直径が約20cmとやや太目の長袖、ポロシャツから襟の折り返し部分を取り除いたような襟元で、裾が85cm程度と膝辺りまで届くようにかなり長く仕立ててあり、動きやすいよう腰の辺りまで25cm近いスリットが入っている。裾は下穿きから出して着る。
トンボンは股上が深く35cm前後股下70cm程度の腰紐を通した下穿きで、ペロンの胴回りでさえ相当ゆったりと60cm程に仕立てるのにトンボンはその倍と極端に胴回りが広い。裾口は直径30cmとやはり非常にゆったりしている。
この上からチョッキや欧州のものに似た上着、前開きの緩やかな長衣を羽織る。